# Biyem-Assi
Biyem-Assi est un quartier résidentiel de la commune d'arrondissement de Yaoundé VI, subdivision de la Communauté urbaine de Yaoundé, capitale du Cameroun. Il constitue le chef-lieu du 6e arrondissement de Yaoundé et accueille la Sous-préfecture.

## Étymologie
Le quartier tire son nom du cours d'eau qui le traverse et prend sa source à Etúg Ébé. En vérité, le nom de ce quartier vient de la concaténation de Biyeme et de Assi. D'une part, Biyeme serait le pluriel de eyə́mə, faisant ainsi référence à un arbre de haute futaie comme l'Albizzia ; d'autre part il ferait référence à un « animal domestique » du fait que autrefois, notamment entre 1925 et 1930, on élevait toute sorte de bétail sur l'un des flancs de ce quartier. Par ailleurs, Assi signifierait en dialecte local « le bas », ou « par le bas », ou encore « au pied de ». Ainsi, littéralement, Biyeme Assi pourrait se comprendre par « nous sommes coincés au sol ou en bas ».

## Description
Biyem-Assi est une vaste zone qui inclut plusieurs autres quartiers bien connus. On a ainsi :
- Rond-point Express
- Accacias avec son marché populaire

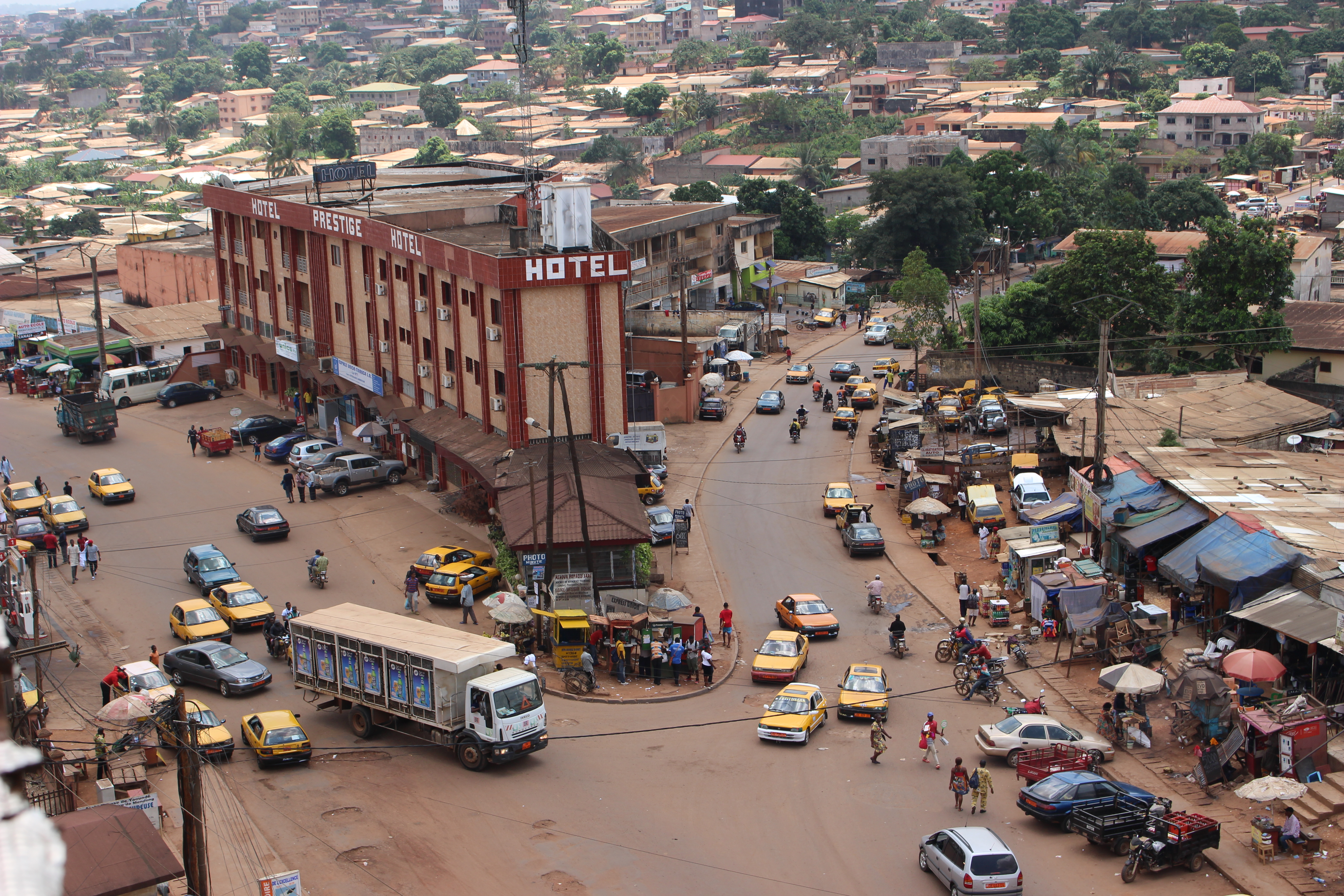

- Carrefour Biyem-Assi
- Rue Saint-Marc
- Maison Blanche
- Montée des Sœurs
- Montée Jouvence
- Superette
- Tam Tam
- TKC

## Population
Alors qu'en 1980 il n'était encore qu'une banlieue inhabitée de Yaoundé, le quartier doit faire face depuis le début des années 1990 à une explosion démographique et affiche l'une des densités les plus élevées de la capitale. Le nombre d'habitants est estimé à 300 000 âmes.

## Établissements scolaires
- École Publique de Biyem-Assi 1 (« École des sources »)
- École Publique de Biyem-Assi 2
- Collège Les Sapins
- Collège Ebanda
- Collège privé du savoir
- Collège Fleming
- Collège privé laïc « Les Pigeons »
- Lycée etoug-ebe
- Lycée de Biyem-Assi

## Lieux de culte
- Paroisse Bienheureuse Annuarite (Carrefour Biyem-Assi)
- Paroisse Saint Marc
- Paroisse Saint Antoine de Padoue (TKC)
- Paroisse de Biyem-Assi (EEC)
- Paroisse Biyem Assi Emmanuel (Église presbytérienne camerounaise,EPC)
- Paroisse Bethelem (EPC)
- Mosquée Centrale de Biyem-Assi

## Hôpital
- Hôpital de district de Biyem-assi

## Lieux populaires
- Marché de Biyem-Assi (acacias)
- Carrefour des Acacias
- Carrefour Biyem-Assi
- Rond point express